# مقاطعة مهران
مقاطعة مهران (بالفارسية: شهرستان مهران) هي إحدى مقاطعات محافظة إيلام في إيران. عاصمة المقاطعة هي مهران. حسب تعداد 2006، بلغ عدد السكان (متضمنًا الأجزاء التي انفصلت لاحقًا لتكون مقاطعة ملكشاهي) 55,271 نسمة في 10,960عائلة، وبدون الأجزاء المنفصلة بلغ 23,878 نسمة في 5,238 عائلة.